# Schloss Hitzacker
Das Schloss Hitzacker ist ein aus einer spätmittelalterlichen Stadtburg hervorgegangenes, abgegangenes Schloss des Herzogtums Braunschweig-Lüneburg im Südosten der Altstadt von Hitzacker im niedersächsischen Landkreis Lüchow-Dannenberg.

## Geschichte
In Hitzacker gab es die Weinbergsburg, die bereits zu slawischer Zeit existierte, und eine Burg innerhalb der Stadt. Es ist den hochmittelalterlichen Schriftquellen meist nicht klar zu entnehmen, welche von beiden jeweils gemeint ist. Vermutlich wurde die Stadtburg erst im Zuge der 1258 durch Herzog Albrecht I. von Sachsen verfügten Stadtgründung errichtet. Sicher ist die Stadtburg erst im Jahre 1330 erwähnt, als in einem Vertrag zwischen Ritter Hinze von Harmstorf und den Herzögen Otto und Wilhelm von Braunschweig-Lüneburg dieser die Burg in der Stadt erhielt, während den Herzögen der Weinberg und die dortige Burg zufiel. In der Folge entsponn sich eine komplizierte Pfändungs- und Besitzwechselgeschichte, bei der aus den Quellen nicht immer klar zu unterscheiden ist, welche der beiden Burgen jeweils betroffen war. Im Grundsatz blieb die Burg aber Eigentum der Herzöge von Braunschweig-Lüneburg. Die Stadtburg fiel wahrscheinlich wie fast die gesamte Stadt Hitzacker 1548 einem verheerenden Brand zu Opfer. Der Wiederaufbau erfolgte wahrscheinlich nur noch in kleinerem Rahmen, denn ab 1591 diente sie nur noch als Amtssitz. 1604 ließ Herzog August II. von Braunschweig-Wolfenbüttel auf dem Platz der alten Landesburg ein neues Schloss mit angrenzendem Gebäude für die später nach Wolfenbüttel verlegte Bibliotheca Augusta errichten. In den Folgejahren wurden zahlreiche bürgerliche und adelige Grundstücke rund um das ursprüngliche Burgareal dazu erworben, sodass schließlich fast das gesamte südöstliche Stadtviertel zur Schlossanlage gehörte. Bis 1636 bildete dieses Schloss auch die Residenz des Herzogs. Danach diente es nur noch als Amtssitz. 1642 wurde es von schwedischen Truppen geplündert, anschließend verfiel es allmählich. Schließlich kaufte die Stadt Hitzacker das verfallende Gebäude auf und errichtete ab 1655 auf dem Gelände Wohnbauten.

## Beschreibung

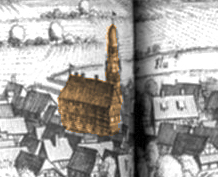
Schloss Hitzacker auf dem Merian-Stich von Hitzacker als Ausschnitt (nachträglich koloriert)

Das Aussehen der mittelalterlichen Burg ist unbekannt. Erst das Schloss aus dem Anfang des 17. Jahrhunderts ist in Form eines Stichs von Matthäus Merian aus dem Jahr 1654 überliefert. Dieser zeigt ein mächtiges zweistöckiges Fachwerkgebäude mit angrenzendem polygonalem Turm, der ebenfalls aus Fachwerk errichtet ist.